# Tip 74 samohodni top
Tip 74 105 mm samohodni top je japanski samohodni top kojim se služi vojska Japana. Velik dio komponenti dijeli s Tip 73 oklopnim transporterom zbog usporednog razvoja i uštede novca. Komatsu je dizajnirao i proizvodio tijelo, dok je top i kupolu radio Japan Steel Works. Prvi prototipovi su dovršeni tijekom 1969. i 1970. Ušao je u aktivnu službu 1974. godine.
Borbeni komplet se sastoji od 30 granata za glavni top. Ima amfibijske sposobnosti i opremljen je NBC sustavom zaštite. Efektivan domet topa je 14,5 km.
Japan je 2001. godine potvrdio da je u službi 20 Tip 74 topova. U 2008. godini, u japanskoj vojci bilo je 17 Tip 74 samohodnih topova koji su bili dio jedne artiljerijske postrojbe na otoku Hokkaido.